# Balfour, British Columbia
Balfour är en ort i Kanada.   Den ligger i provinsen British Columbia, i den södra delen av landet, 3 100 km väster om huvudstaden Ottawa. Balfour ligger 536 meter över havet och antalet invånare är 479. Den ligger vid sjön Kootenay Lake.
Terrängen runt Balfour är bergig åt sydväst, men åt nordost är den kuperad. Balfour ligger nere i en dal som går i öst-västlig riktning. Trakten runt Balfour är nära nog obefolkad, med mindre än två invånare per kvadratkilometer.. Balfour är det största samhället i trakten. 
I omgivningarna runt Balfour växer i huvudsak barrskog.